# Futbola centrs Tranzit
Il Futbola centrs Tranzit o più semplicemente Tranzit è una società calcistica lettone di Ventspils.

## Storia
Fondata nel 2006 col nome di Tranzīts e come formazione di riserva del Ventspils, dallo stesso anno partecipò alla 1. Līga, seconda serie del campionato lettone. Divenuto indipendente dal Ventspils col nome di Tranzit, dopo due campionati nelle retrovie nel 2008 finì secondo ed ebbe la possibilità di giocare i play-off promozione contro il Blāzma: perse sia all'andata che al ritorno. Ottenne comunque la promozione in Virslīga per le defezioni Daugava Daugavpils, FK Riga e dei concittadini del Vindava.
Nel 2009, al primo anno in massima serie finì settima ottenendo la salvezza. L'anno seguente finì penultima, dovendo quindi disputare i play-off retrocessione contro la seconda della 1. Līga, il Jūrmala; il club, però, rinunciò a disputare gli spareggi, retrocedendo.